# Balkáni csík
A balkáni csík (Sabanejewia balcanica) a sugarasúszójú halak (Actinopterygii) osztályának pontyalakúak (Cypriniformes) rendjébe, ezen belül a csíkfélék (Cobitidae) családjába tartozó faj.

## Előfordulása
A Sabanejewia balcanica elterjedési területe a dél-balkáni Sztruma, Meszta és Marica folyók vidéke, valamint a  Duna középső és alsó szakaszának mellékfolyói. Korábban a kőfúró csík (Sabanejewia aurata) alfajának tekintették.

## Megjelenése
Ez a halfaj legfeljebb 9 centiméter hosszú.

## Életmódja
Tiszta vizű patakok vagy kisebb folyók lakója, tápláléka apró fenéklakókból áll.